# Gary Willis
Gary Willis es un músico estadounidense especializado en el bajo fretless, conocido sobre todo por su trabajo con el grupo de jazz fusion Tribal Tech.

## Biografía
Nacido en una familia con una fuerte inclinación musical, Gary Willis comenzó a tocar el bajo eléctrico a la edad de trece años, cuando, oyendo a su padre, se dio cuenta de que era la mano izquierda de los pianistas la que establecía el groove y parecía conducir la música. Cuando, ya en su segundo año de carrera universitaria, se vio en la obligación de tener que vender uno de sus instrumentos para poder devolver la beca que le permitiría seguir cursando sus estudios, decidió deshacerse de su guitarra Les Paul, manteniendo su P-bass y confirmando su vocación de bajista de manera definitiva.
En 1984 el músico funda, junto al guitarrista Scott Henderson la banda Tribal Tech, uno de los grupos más célebres de la Fusion Music post Weather Report, con el que permanecería 16 años y que lo establecería definitivamente como uno de los jóvenes bajistas más admirados de su generación.
Paralelamente a su carrera con Tribal Tech, el bajista ha mantenido una importante carrera independiente que se ha desarrollado a tres niveles diferentes: Cultivando, por un lado, su carrera personal con la grabación de tres álbumes en solitario; desarrollado, por otro lado, una significativa serie de colaboraciones que lo ha llevado a trabajar con nombres de la talla de Allan Holdsworth, Wayne Shorter o Dennis Chambers; y desarrollando, por último, una importante actividad docente, que Willis ha materializado con la publicación de cuatro libros didácticos: Fingerboard Harmony for Bass, "The Gary Willis Collection, Ultimate Ear Training for Guitar and Bass y 101 Bass Tips. 
Decepcionado con el escaso apoyo de las casas discográficas al uso, Willis decide tomarse una pequeña temporada de semiretiro musical, instalándose en Santa Fe, Nuevo México, donde trabaja temporalmente como diseñador de páginas web e incluso como detective privado. Sin embargo, su traslado a Barcelona, donde conoce a su esposa y donde reside desde hace varios años, significó para Willis la reanudación de sus actividades musicales: Allí, junto al saxofonista Llibert Fortuny y el baterista Kirk Covington, forma en 2006 el proyecto de improvisación colectiva Slaughterhouse 3, graba su álbum Actual Fiction haciéndose cargo de prácticamente todos los instrumentos y programaciones y continá sus ejercicio como docente.

## Valoración
Gary Willis es uno de los máximos exponentes del bajo eléctrico en la actualidad. Ha sido en su bajo fretless de cinco cuerdas, donde el artista ha desarrollado un lenguaje único y absolutamente personal, que recoge con claridad la herencia de Jaco Pastorius para elaborar y desarrollar su sistema explorando hasta el máximo las posibilidades técnicas de su instrumento.
Pero el virtuosismo de Willis no se reduce solo a sus habilidades técnicas, sino -y sobre todo- a su sofisticado vocabulario, que ha encontrado en las intrincadas y a menudo oscuras armonías de los temas de Tribal Tech su medio de expresión ideal. El innovador estilo de Willis, que hunde sus raíces en su fuerte convicción de que el ideal de todo músico no debe ser otro que el de alcanzar la capacidad de poder ejecutar instantáneamente todo lo que sea capaz de imaginar, se caracteriza por un avanzado fraseo que, al tiempo que delinea patrones armónicos absolutamente insólitos, no pierde contacto con el groove y el carácter improvisado de su música, dos de los pilares fundamentales en la técnica del artista. 
Willis no solo comparte con Henderson el liderazgo de Tribal Tech, sino también la responsabilidad en las composiciones del grupo, de forma que la influencia entre los dos músicos en su doble faceta de compositores e instrumentistas, parece ser recíproca. El bajista admite asimimso la influencia de artistas como Jaco Pastorius, Francis "Rocco" Prestia o Paul Jackson, bajista de los Headhunters como sus principales fuentes de inspiración en el instrumento. 
Gary Willis mantiene una estrecha relación con la firma Ibanez, que mantiene en su catálogo el modelo GWB 1005, un instrumento fretless de cinco cuerdas, diseñado en conjunción con el bajista.

## Discografía seleccionada

### En solitario
- No Sweat (1996)
- Bent (1998)
- Actual Fiction (2007)

### Con Tribal Tech
- Spears (1985)
- Dr. Hee (1987)
- Nomad (1990)
- Tribal Tech (1990)
- Illicit (1992)
- Face First (1993)
- Reality Check (1995)
- Thick (1999)
- Rocket Science (2000)

Ver http://es.wikipedia.org/wiki/Scott_Henderson

### Otros
- Allan Holdsworth, Metal Fatigue (1985)
- Allan Holdsworth, None Too Soon (1996)
- Wayne Shorter, Phantom Navigator (1987)
- Jeff Richman, People like Us (1989)
- Joe Diorio/Robben Ford, Minor Elegance (1990)
- Dennis Chambers, Outbreak (2002)
- Various Artists, Mysterious Voyages—A Tribute to Weather Report (2005)
- Scott Kinsey, Kinesthetics (2006)
- Gary Willis/Llibert Fortuny/Kirk Covington, Slaughterhouse 3 (2007)
- Triphasic, Shaman (2008)